# Cyclanthus
Cyclanthus es un género  de plantas con flores perteneciente a la familia Cyclanthaceae.Tiene una distribución cosmopolita. Comprende 14 especies descritas y de estas, solo 2 aceptadas.

## Descripción
Son plantas terrestres, generalmente con tallo corto, con savia lechosa (escasa). Hojas (en espiral) dísticas, las láminas maduras profundamente bífidas casi hasta la base (raramente enteras) con una costilla central robusta hasta el ápice de cada segmento; pecíolo terete, junto con la vaina al menos tan largos como la lámina. Espatas 4 o 5, unidas cerca del espádice, gruesas y coriáceas, espádice cilíndrico; órganos estaminados y pistilados en ciclos alternos o raramente en espiral, los carpelos de cada verticilo connados formando un disco. Espádices amarillo verdosos en frutos maduros, ciclos pistilados hinchándose y separándose para mostrar las semillas, espádice finalmente rompiéndose en discos; semillas ovoides a globosas, largamente pediculadas y longitudinalmente acostilladas.

## Taxonomía
El género fue descrito por Poit.  ex A.Rich.  y publicado en Dictionnaire classique d'histoire naturelle 5: 221–222. 1824. La especie tipo es: Cyclanthus bipartitus Poit. ex A.Rich.	

## Especies aceptadas
A continuación se brinda un listado de las especies del género Cyclanthus aceptadas hasta mayo de 2013, ordenadas alfabéticamente. Para cada una se indica el nombre binomial seguido del autor, abreviado según las convenciones y usos.
- Cyclanthus bipartitus Poit. ex A.Rich.
- Cyclanthus indivisus R.E.Schult.